# Dieter Auner
Dieter Auner (* 1970 in Mediasch, Rumänien) ist ein rumäniendeutscher Dokumentarfilmer. Er wanderte 1990 nach Deutschland aus, zog jedoch vier Jahre später weiter nach Irland.

## Leben
Er entstammt der Volksgruppe der Siebenbürger Sachsen und wuchs in Mediasch auf. Während der Rumänischen Revolution im Dezember 1989 leistete er gerade den Wehrdienst bei der Rumänischen Armee in Hermannstadt und erlebte die Schießereien zwischen Militär und Securitate unmittelbar als Zeuge mit. Wenige Wochen später wurden die Wehrpflichtigen vorzeitig entlassen und er wanderte wie der größte Teil der anderen Sachsen noch im Jahr 1990 nach Deutschland aus. Dort begann er ein Physikstudium an der Rheinischen Friedrich-Wilhelms-Universität Bonn, interessierte sich daneben aber zunehmend für Photographie. Er verließ 1994 Deutschland und wanderte nach Irland aus. Dort begann er seine Tätigkeit als Filmemacher. Zunächst arbeitete er an zahlreichen irischen und internationalen Filmproduktionen mit, bevor er 2001 als Regisseur seinen ersten eigenen Dokumentarfilm drehte. Dieser handelt vom Trauma der Massenauswanderung der Siebenbürger Sachsen aus Rumänien und porträtiert ein sächsisches Ehepaar in dem bäuerlichen Dorf Arbegen, das sich als eines der letzten aufmacht, das Land zu verlassen. Er begleitet die Protagonisten bis zu ihrer Ankunft in der neuen Heimat in Augsburg. 2006 wurde der Film unter dem deutschen Titel Ein Siebenbürger Abschied (englisch: Leaving Transylvania) veröffentlicht und auf mehreren Dokumentarfilmfestivals gezeigt. Premiere hatte er allerdings in Siebenbürgen, am Astra Film Festival in Hermannstadt. 2010 stellte Auner seinen zweiten eigenen Film fertig, der wieder in Siebenbürgen spielt und die Veränderungen im Leben einer rumänischen Schäferfamilie zeigt. Der rumänische Filmemacher Cristian Mungiu fungierte für diesen Film als Produzent.
Dieter Auner ist verheiratet und lebt heute in Galway an der irischen Westküste.